# Fred Stolle
Frederick »Fred« Sydney Stolle, avstralski tenisač, * 8. oktober 1938, Hornsby, Novi Južni Wales, Avstralija, † 5. marec 2025, Palm Desert.
Stolle je med posamezniki osemkrat zaigral v finalih turnirjev za Grand Slam, od tega je dvakrat zmagal, v letih 1965 na turnirju za Amatersko prvenstvo Francije in 1966 na turnirju za Nacionalno prvenstvo ZDA. Na turnirjih za Prvenstvo Avstralije se je najdlje uvrstil v finale v letih 1964 in 1965, prav tako tudi na turnirjih za Prvenstvo Anglije v letih 1963, 1964 in 1965. Uspešen je bil tudi med dvojicami, saj je v konkurenci moških dvojih osvojil deset turnirjev za Grand Slam, še šestkrat je zaigral v finalu, v konkurenci mešanih dvojic pa je zmagal sedemkrat in se še petkrat uvrstil v finale.
Leta 1985 je bil sprejet v Mednarodni teniški hram slavnih. Tudi njegov sin Sandon Stolle je bil tenisač.

## Finali Grand Slamov (24)

### Posamično (8)

#### Zmage (2)
| Leto | Turnir                       | Nasprotnik v finalu | Rezultat finala      |
| 1965 | Amatersko prvenstvo Francije | Tony Roche          | 3–6, 6–0, 6–2, 6–3   |
| 1966 | Nacionalno prvenstvo ZDA     | John Newcombe       | 4–6, 12–10, 6–3, 6–4 |

#### Porazi (6)
| Leto | Turnir                         | Nasprotnik v finalu | Rezultat finala         |
| 1963 | Prvenstvo Anglije (1/1)        | Chuck McKinley      | 7–9, 1–6, 4–6           |
| 1964 | Prvenstvo Avstralije (1/1)     | Roy Emerson         | 3–6, 4–6, 2–6           |
| 1964 | Prvenstvo Anglije (2/2)        | Roy Emerson         | 1–6, 10–12, 6–4, 3–6    |
| 1964 | Nacionalno prvenstvo ZDA (1/1) | Roy Emerson         | 4–6, 2–6, 4–6           |
| 1965 | Prvenstvo Avstralije (2/2)     | Roy Emerson         | 9–7, 6–2, 4–6, 5–7, 1–6 |
| 1965 | Prvenstvo Anglije (3/3)        | Roy Emerson         | 2–6, 4–6, 4–6           |

### Moške dvojice (16)

#### Zmage (10)
| Leto | Turnir                       | Partner      | Nasprotnika v finalu             | Rezultat finala             |
| 1962 | Prvenstvo Anglije            | Bob Hewitt   | Boro Jovanović Nikola Pilić      | 6–2, 5–7, 6–2, 6–4          |
| 1963 | Prvenstvo Avstralije         | Bob Hewitt   | Ken Fletcher John Newcombe       | 6–2, 3–6, 6–3, 3–6, 6–3     |
| 1964 | Prvenstvo Avstralije         | Bob Hewitt   | Roy Emerson Ken Fletcher         | 6–4, 7–5, 3–6, 4–6, 14–12   |
| 1964 | Prvenstvo Anglije            | Bob Hewitt   | Roy Emerson Ken Fletcher         | 7–5, 11–9, 6–4              |
| 1965 | Amatersko prvenstvo Francije | Roy Emerson  | Ken Fletcher Bob Hewitt          | 6–8, 6–3, 8–6, 6–2          |
| 1965 | Nacionalno prvenstvo ZDA     | Roy Emerson  | Frank Froehling Charles Pasarell | 6–4, 10–12, 7–5, 6–3        |
| 1966 | Prvenstvo Avstralije         | Roy Emerson  | John Newcombe Tony Roche         | 7–9, 6–3, 6–8, 14–12, 12–10 |
| 1966 | Nacionalno prvenstvo ZDA     | Roy Emerson  | Clark Graebner Dennis Ralston    | 6–4, 6–4, 6–4               |
| 1968 | Odprto prvenstvo Francije    | Ken Rosewall | Roy Emerson Rod Laver            | 6–3, 6–4, 6–3               |
| 1969 | Odprto prvenstvo ZDA         | Ken Rosewall | Charles Pasarell Dennis Ralston  | 2–6, 7–5, 13–11, 6–3        |

#### Porazi (6)
| Leto | Turnir                      | Partner      | Nasprotnika v finalu     | Rezultat finala           |
| 1961 | Prvenstvo Anglije           | Bob Hewitt   | Roy Emerson Neale Fraser | 4–6, 8–6, 4–6, 8–6, 6–8   |
| 1962 | Prvenstvo Avstralije        | Bob Hewitt   | Roy Emerson Neale Fraser | 6–4, 6–4, 1–6, 4–6, 9–11  |
| 1965 | Prvenstvo Avstralije        | Roy Emerson  | John Newcombe Tony Roche | 6–3, 6–4, 11–13, 3–6, 4–6 |
| 1968 | Odprto prvenstvo Anglije    | Ken Rosewall | John Newcombe Tony Roche | 6–3, 6–8, 7–5, 12–14, 3–6 |
| 1969 | Odprto prvenstvo Avstralije | Ken Rosewall | Rod Laver Roy Emerson    | 4–6, 4–6                  |
| 1970 | Odprto prvenstvo Anglije    | Ken Rosewall | John Newcombe Tony Roche | 8–10, 3–6, 1–6            |